# Kristoffer Haugen
Kristoffer Haugen (Stavanger, 21 febbraio 1994) è un calciatore norvegese, difensore del Viking.

## Caratteristiche tecniche
Di piede mancino, Haugen viene solitamente schierato come terzino sinistro. Di attitudine offensiva, all'occorrenza può essere impiegato anche come esterno di centrocampo.

## Carriera

### Club
Haugen è cresciuto nelle giovanili del Voll, prima di entrare in quelle del Viking. Con questa maglia, ha esordito in prima squadra in data 1º maggio 2012: è subentrato a Christian Landu Landu nella vittoria per 1-4 sul campo del Flekkefjord, sfida valida per il primo turno del Norgesmesterskapet.
Il 17 aprile 2013 ha segnato la prima rete ufficiale della sua carriera, in occasione della vittoria per 0-4 in casa del Vaulen, nel primo turno del Norgesmesterskapet. Per esordire in Eliteserien ha dovuto attendere il 3 novembre successivo, quando è stato schierato titolare nella sconfitta per 2-1 contro il Rosenborg.
Il 16 agosto 2014 ha trovato la prima rete nella massima divisione locale, contribuendo al successo per 4-2 sul Sogndal. Il 2 ottobre 2015 ha rinnovato il contratto che lo legava al Viking fino al 31 dicembre 2018.
Il 29 ottobre 2017, a seguito della sconfitta per 3-0 subita sul campo del Tromsø, il Viking è matematicamente retrocesso in 1. divisjon, dopo ventotto stagioni consecutive nella massima divisione del campionato norvegese.
Il 10 gennaio 2018, Haugen è stato acquistato dal Molde, a cui si è legato con un accordo triennale. Ha esordito con la nuova maglia in data 11 marzo 2018, schierato titolare nella vittoria interna per 5-0 sul Sandefjord. Il 12 agosto seguente ha segnato il primo gol in campionato per il Molde, nel successo per 5-1 arrivato contro il Brann.
Il 15 giugno 2020, è stato reso noto il rinnovo del contratto di Haugen fino al 31 dicembre 2022. Il 28 ottobre 2022 ha ulteriormente prolungato l'accordo con il Molde, fino al 31 dicembre 2025.
Il 14 luglio 2025 ha fatto ufficialmente ritorno al Viking, a cui si è legato con un contratto valido fino al 31 dicembre 2027.

### Nazionale
Haugen ha rappresentato la Norvegia a livello Under-17, Under-18, Under-19 e Under-21. Per quanto concerne quest'ultima selezione, ha ricevuto la prima convocazione in vista delle sfide amichevoli contro Svezia e Spagna, da disputarsi rispettivamente il 26 ed il 31 marzo 2015. In data 26 marzo ha dunque effettuato il suo esordio, subentrando a Fredrik Aursnes nella sfida persa per 2-0 contro la formazione iberica.

## Statistiche

### Presenze e reti nei club
Statistiche aggiornate al 14 luglio 2025.
| Stagione       | Club          | Campionato    | Campionato | Campionato | Coppe nazionali | Coppe nazionali | Coppe nazionali | Coppe continentali | Coppe continentali | Coppe continentali | Supercoppe | Supercoppe | Supercoppe | Totale | Totale |
| Stagione       | Club          | Comp          | Pres       | Reti       | Comp            | Pres            | Reti            | Comp               | Pres               | Reti               | Comp       | Pres       | Reti       | Pres   | Reti   |
| -------------- | ------------- | ------------- | ---------- | ---------- | --------------- | --------------- | --------------- | ------------------ | ------------------ | ------------------ | ---------- | ---------- | ---------- | ------ | ------ |
| 2012           | Viking        | ES            | 0          | 0          | CN              | 2               | 0               | -                  | -                  | -                  | -          | -          | -          | 2      | 0      |
| 2013           | Viking        | ES            | 2          | 0          | CN              | 2               | 1               | -                  | -                  | -                  | -          | -          | -          | 4      | 1      |
| 2014           | Viking        | ES            | 22         | 1          | CN              | 4               | 0               | -                  | -                  | -                  | -          | -          | -          | 26     | 1      |
| 2015           | Viking        | ES            | 30         | 1          | CN              | 6               | 1               | -                  | -                  | -                  | -          | -          | -          | 36     | 2      |
| 2016           | Viking        | ES            | 26         | 0          | CN              | 3               | 0               | -                  | -                  | -                  | -          | -          | -          | 29     | 0      |
| 2017           | Viking        | ES            | 27         | 3          | CN              | 2               | 1               | -                  | -                  | -                  | -          | -          | -          | 29     | 4      |
| 2018           | Molde         | ES            | 26         | 2          | CN              | 0               | 0               | UEL                | 8                  | 0                  | -          | -          | -          | 34     | 2      |
| 2019           | Molde         | ES            | 20         | 0          | CN              | 0               | 0               | UEL                | 7                  | 0                  | -          | -          | -          | 27     | 0      |
| 2020           | Molde         | ES            | 15         | 1          | -               | -               | -               | UCL+UEL            | 5+7                | 0                  | -          | -          | -          | 27     | 1      |
| 2021           | Molde         | ES            | 25         | 6          | CN              | 5               | 1               | UECL               | 2                  | 0                  | -          | -          | -          | 32     | 7      |
| 2022           | Molde         | ES            | 19         | 3          | CN              | 2               | 0               | UECL               | 6                  | 1                  | -          | -          | -          | 27     | 4      |
| 2023           | Molde         | ES            | 19         | 4          | CN              | 4               | 1               | UCL+UEL+UECL       | 6+6+4              | 1+0+0              | -          | -          | -          | 39     | 6      |
| 2024           | Molde         | ES            | 18         | 2          | CN              | 3               | 1               | UEL+UECL           | 0+7                | 0                  | -          | -          | -          | 28     | 3      |
| gen.-lug. 2025 | Molde         | ES            | 11         | 0          | CN              | 3               | 1               | -                  | -                  | -                  | -          | -          | -          | 14     | 1      |
| Totale Molde   | Totale Molde  | Totale Molde  | 153        | 18         |                 | 17              | 4               |                    | 58                 | 2                  |            | -          | -          | 228    | 24     |
| lug.-dic. 2025 | Viking        | ES            | 0          | 0          | CN              | -               | -               | UECL               | 0                  | 0                  | -          | -          | -          | 0      | 0      |
| Totale Viking  | Totale Viking | Totale Viking | 107        | 5          |                 | 19              | 3               |                    | -                  | -                  |            | -          | -          | 126    | 8      |
| Totale         | Totale        | Totale        | 260        | 23         |                 | 36              | 7               |                    | 58                 | 2                  |            | -          | -          | 354    | 32     |

## Palmarès

### Club

#### Competizioni nazionali
- Campionato norvegese: 1

Molde: 2019
- Coppa di Norvegia: 2

Molde: 2021-2022, 2023